# Grafiskt programmeringsspråk

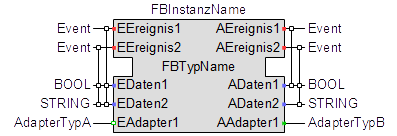
IEC 61499 funktionsblocksinterface.

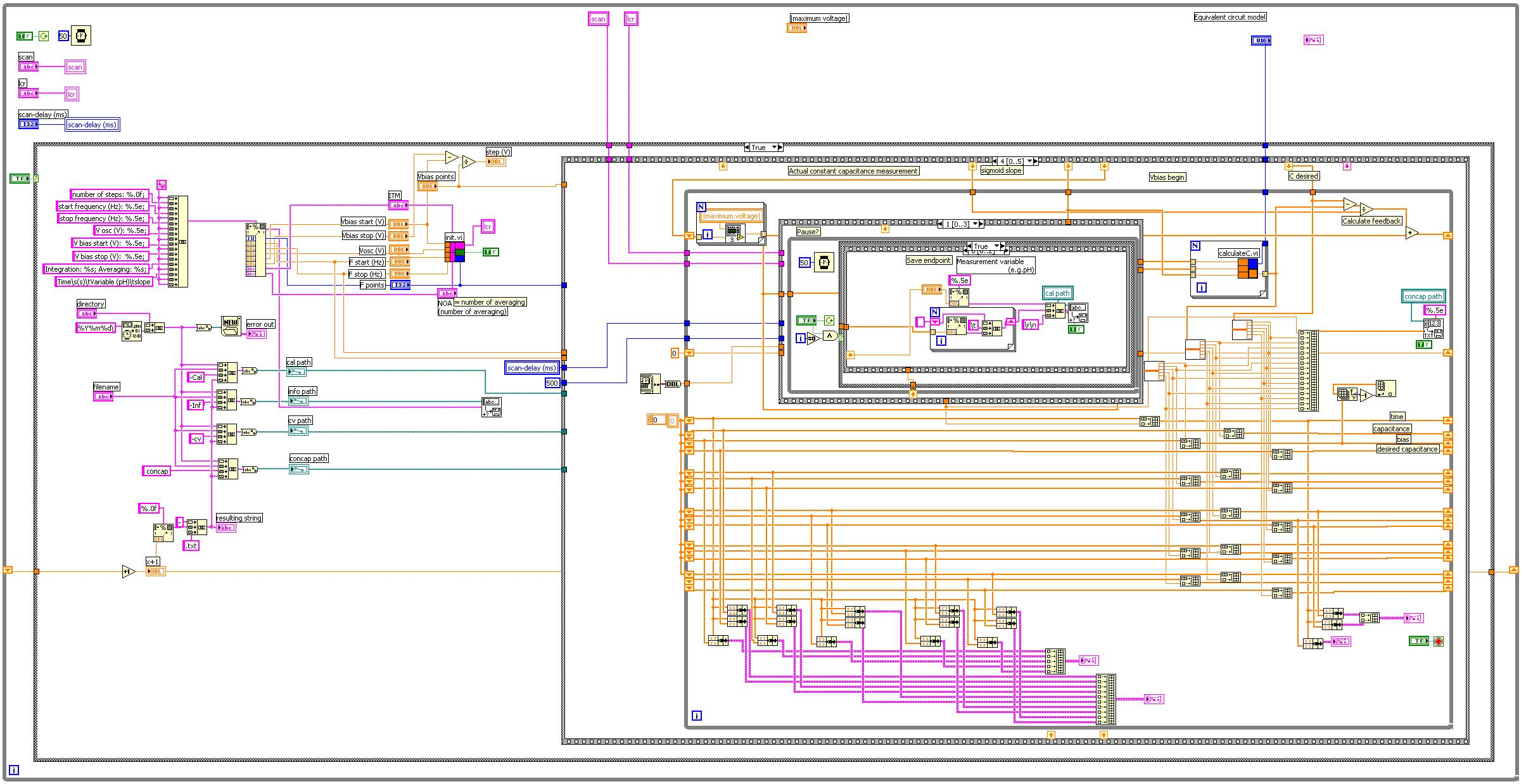
Programmeringsexempel med LabVIEW 7.1

Ett grafiskt programmeringsspråk är, till skillnad från ett vanligt textbaserat programmeringsspråk (som till exempel C++ eller Java), mer visuellt där man har möjlighet att använda sig av färger och animering för att ge en klarare bild av problemet.

## Exempel på grafiska programmeringsspråk
- Agilent VEE
- LabVIEW
- LEGO Mindstorms NXT
- Scratch